# Dactyladenia eketensis
Dactyladenia eketensis är en tvåhjärtbladig växtart som först beskrevs av De Wild., och fick sitt nu gällande namn av Ghillean `Iain' Tolmie Prance och Frank White. Dactyladenia eketensis ingår i släktet Dactyladenia och familjen Chrysobalanaceae. IUCN kategoriserar arten globalt som akut hotad. Inga underarter finns listade i Catalogue of Life.